# Żyła łącząca tylna
Żyła łącząca tylna (łac. vena communicans posterior) – w anatomii człowieka niestale występująca, krótka, poprzecznie przebiegająca żyła kresomózgowia. Łączy obie żyły podstawne, tym samym wytwarzając zespolenie pomiędzy prawą i lewą półkulą i wchodząc w skład koła żylnego mózgu. Położona jest wzdłuż górnego brzegu mostu.